# Templo de Na Tcha junto às Ruínas de S. Paulo
Templo de Na Tcha junto às Ruínas de S. Paulo is een oude taoïstische tempel in Macau, Volksrepubliek China. De tempel ligt naast de Ruínas da Antiga Catedral de São Paulo en het ommuurde dorp Pátio do Espinho. De tempel is in 1888 gebouwd en is gewijd aan de Chinese god Nezha. De bouw begon toen de pokkenpest die in Macau heerste, uitbrak. De tempel werd gebouwd door mensen die de Templo de Na Tcha do Monte beheerde. In 1901 werd het omgebouwd tot het gebouw dat er nu te zien is.